# 朱泰𡒊
樂陵恭惠王朱泰𡒊（1414年—1470年），明朝魯藩第一代樂陵王，魯靖王朱肇煇的庶第三子。

## 生平
宣德二年（1427年）六月，封樂陵王。
成化六年（1470年）二月，朱泰𡒊去世，享年五十七歲，諡號恭惠。兩年後，嫡第二子鎮國將軍朱陽錧襲爵。

## 家庭

### 妻
- 趙氏，南城兵馬副指揮趙興女，宣德二年（1427年）六月冊為樂陵王妃[1]。

### 子
- 嫡長子：樂陵長子朱陽鎏
- 嫡次子：鎮國將軍→樂陵宣懿王朱陽錧
- 第三子：鎮國將軍朱陽鑗[4]
- 第四子：鎮國將軍朱陽鍓[5]